# Феофилакт (Губин)
Епископ Феофилакт (в миру Феодор Дмитриевич Губин; 22 февраля 1817 — 11 [23] мая 1872) — епископ Русской православной церкви, епископ Кавказский и Черноморский.

## Биография
Сын диакона, родился в селе Маковцах, Тарусского уезда Калужской губернии, 22 февраля 1817 года.
В 10 лет лишился отца (умер в возрасте 45 лет от чахотки), детство и юность прожил в бедности. Окончил Боровское духовное училище в Пафнутиевом монастыре, затем Калужскую духовную семинарию, а с 1838 года — Московскую духовную академию.
8 марта 1842 года до окончания курса постригся в монашество, 15 марта того же года рукоположен в иеродиакона, а 28 марта — в иеромонаха.
21 сентября 1842 года иеромонах Феофилакт был назначен преподавателем богословских предметов и инспектором Олонецкой семинарии, 3 мая 1850 года — ректором Калужской семинарии, 1 декабря 1857 года — Волынской. На протяжении 18 лет во всех местах службы отец Феофилакт был в то же время и членом духовной консистории, и цензором проповедей, и благочинным монастырей.
В 1843 году удостоен степени магистра богословия, в 1850 году возведён в сан архимандрита и был настоятелем в Покровском Лихвинском и в Загаецком монастырях.
В 1860 году архимандрит Феофилакт был вызван в Санкт-Петербург для исполнения череды священнослужения и проповеди Слова Божия; здесь он присутствовал в духовной консистории и состоял членом комитета по преобразованию духовно-учебных заведений. 22 сентября 1860 года был избран, а 2 октября рукоположен во епископа Старорусского, викария митрополита Новгородского и Санкт-Петербургского Исидора (Никольского). Проживал в архиерейском доме Новгородского кремля, участвовал в подготовке и проведении празднования 1000-летия России.
1 декабря 1862 года епископ Феофилакт был назначен епископом Кавказским и Черноморским. Годы, в течение которых он возглавлял Ставропольскую кафедру, завершили период первоначального обустройства церковных институтов на Северном Кавказе. Непомерные труды по епархии, особенно после присоединения к ней казачьего духовенства Терской и Кубанской областей, истощили его силы: «Измерил я из конца в конец всю Россию. Теперь некуда ехать дальше могилы». Ещё со студенческих лет Феофилакт тяжело болел — со временем у него развилась чахотка, ставшая причиной смерти в возрасте 55 лет. Архиепископ Феофилакт умер в 6 часов вечера 11 мая 1872 года. Похоронен в крипте Казанского собора в Ставрополе.
Все последующие годы на могиле служились панихиды, а в 1912 году, в сороковую годовщину со дня его преставления, был поднят вопрос о канонизации.
При разрушении Казанского собора в 1930-х годах могила епископа Феофилакта была уничтожена. Летом 1991 года в Ставрополе на Крепостной горе начались раскопки, во время которых в южном приделе разрушенного собора были обнаружены останки епископа Феофилакта. 17 ноября 1991 года, впервые с 1917 года, в Ставрополе состоялся крестный ход от Крепостной горы к кафедральному собору Святого апостола Андрея Первозванного. Шествие с участием тысяч верующих возглавил митрополит Ставропольский и Бакинский Гедеон (Докукин). С той поры перенесённые останки епископа Феофилакта хранились в Андреевском соборе.
21 марта 2018 года после заупокойной литии был вскрыт ковчег с останками епископа Феофилакта. Врач судебно-медицинский эксперт В. Филиппов провёл предварительное освидетельствование, после чего они были переданы для изучения в бюро судебно-медицинской экспертизы.
27 ноября 2021 года митрополит Ставропольский и Невинномысский Кирилл освятил новую гробницу в Андреевском соборе и переложил в неё мощи епископа Феофилакта.